# Lemmus amurensis
Lemmus amurensis е вид бозайник от семейство Хомякови (Cricetidae).

## Разпространение
Видът е разпространен в Русия.